# Debbie Brill
Pour les articles homonymes, voir Brill.
Deborah « Debbie » Brill (née le 10 mars 1953 à Mission) est une athlète canadienne, spécialiste du saut en hauteur.

## Biographie
En 1969, âgée de seize ans seulement, Debbie Brill devient la première athlète canadienne à franchir les six pieds au saut en hauteur. Elle remporte son premier succès international dès l'année suivante à l'occasion des Jeux du Commonwealth britannique de 1970, à Édimbourg, en effaçant une barre à 1,78 m. En 1971, elle décroche le titre des Jeux panaméricains avec un saut à 1,85 m. Elle se classe huitième des Jeux olympiques de 1972, à Munich (1,82 m).
Troisième de la Coupe du monde des nations 1977, deuxième des Jeux du Commonwealth de 1978, elle monte sur la troisième marche du podium lors des Jeux panaméricains de 1979. Elle remporte par ailleurs l'épreuve du saut en hauteur de la Coupe du monde des nations 1979, à Montréal, en effaçant une barre à 1,96 m. Vainqueur en 1982 des Jeux du Commonwealth pour la deuxième fois de sa carrière, la Canadienne se classe sixième des Championnats du monde inauguraux, à Helsinki, avec la marque de 1,88 m.
Cinquième des Jeux olympiques de Los Angeles, en 1984, elle établit la meilleure performance de sa carrière le 2 septembre 1984 à Rieti en parvenant à effacer une barre à 1,98 m.

## Technique de saut
Si la technique du saut dorsal porte le nom de Dick Fosbury (Fosbury-flop), grâce à la victoire de ce dernier aux jeux olympiques de Mexico en 1968, Deborah Brill et l'Américain Bruce Quande en sont considérés comme les pionniers. La technique de Deborah Brill, développée à partir de 1965, a été baptisée le Brill-bend (l'incurvement de Brill).

### Palmarès
| Date | Compétition                | Lieu        | Résultat | Marque |
| ---- | -------------------------- | ----------- | -------- | ------ |
| 1970 | Jeux du Commonwealth       | Édimbourg   | 1re      | 1,78 m |
| 1971 | Jeux panaméricains         | Cali        | 1re      | 1,85 m |
| 1972 | Jeux olympiques            | Munich      | 8e       | 1,82 m |
| 1977 | Coupe du monde des nations | Düsseldorf  | 3e       | 1,89 m |
| 1978 | Jeux du Commonwealth       | Edmonton    | 2e       |        |
| 1979 | Jeux panaméricains         | San Juan    | 3e       |        |
| 1979 | Coupe du monde des nations | Montréal    | 1re      | 1,96 m |
| 1982 | Jeux du Commonwealth       | Brisbane    | 1re      | 1,88 m |
| 1983 | Championnats du monde      | Helsinki    | 6e       |        |
| 1984 | Jeux olympiques            | Los Angeles | 5e       | 1,94 m |
| 1985 | Jeux mondiaux en salle     | Paris       | 3e       | 1,90 m |

### Records
| Épreuve         | Performance | Lieu  | Date             |
| --------------- | ----------- | ----- | ---------------- |
| Saut en hauteur | 1,98 m      | Rieti | 2 septembre 1984 |